# Ерміт довгодзьобий
Ермі́т довгодзьобий (Phaethornis malaris) — вид серпокрильцеподібних птахів родини колібрієвих (Trochilidae). Мешкає в Південній Америці.

## Опис
Довжина птаха становить 13-17,5 см, самці важать 4,5-10 г, самиці 4-8 г. Верхня частина тіла золотисто-бронзово-коричнева, тім'я більш темне, пера на нижній частині спини, надхвісті і верхні покривні пера хвоста мають охристі края. Через очі ідуть широкі чорні смуги, окаймлені блідо-охристими "бровами" і "вусами". Нижня частина тіла сірувата, охриста або рудувата, в залежності від підвиду, горло з боків чорнувате, пера на гузці охристі з темними стрижнями. Стернові пера біля основи блідо-бронзово-зелені, з широкою чорною смугою на кінці, кінчики у них охристі. Два центральних стернових пера видовжені, кінчики у них білі. Дзьоб довжиною 42 мм, вигнутий, чорний, знизу червоний з чорним кінчиком, лапи коричневі.

## Підвиди
Виділяють шість підвидів:
- P. m. malaris (Nordmann, 1835) — Суринам, Французька Гвіана і північна Бразилія (Амапа);
- P. m. insolitus Zimmer, JT, 1950 — східна Колумбія, південна Венесуела і північна Бразилія (північно-західний Амазонас);
- P. m. moorei Lawrence, 1858 — східна і південна Колумбія, схід Еквадору і північний схід Перу (на південь до річки Мараньйон);
- P. m. ochraceiventris Hellmayr, 1907 — північний схід Перу (на південь від Мараньйону) і захід Бразильської Амазонії (на південь від Амазонки, на схід до Мадейри);
- P. m. bolivianus Gould, 1861 — південний схід Перу, Болівія і західна Бразилія (між річками Мадейра і Тапажос);
- P. m. margarettae Ruschi, 1972 — східна Бразилія (від Пернамбуку до Еспіріту-Санту).

## Поширення і екологія
Довгодзьобі ерміти мешкають в Колумбії, Еквадорі, Перу, Болівії, Бразилії, Венесуелі, Суринамі і Французькій Гвіані. Вони живуть в підліску вологих тропічних лісів терра-фірме, у вологих гірських тропічних лісах Анд, у вторинних, бамбукових і чагарникових заростях. Представники підвиду P. m. ochraceiventris зустрічаються в заплавних лісах ігапо. Довгодзьобі ерміти зустрічаються переважно на висоті до 600 м над рівнем моря, в Колумбійських Андах вони зустрічаються на висоті до 1500 м над рівнем моря, в Болівійських Андах на висоті до 1650 м над рівнем моря, місцями трапляються на висоті до 2400 м над рівнем моря. Вони живляться нектаром квітів, зокрема з родів Heliconia і Pitcairnia, пересуваючись за певним маршрутом, а також дрібними комахами і павуками. Початок сезону розмноження різниться в залежності від регіону, у Французькій Гвіані він триває з серпня по грудень, в Болівії з червня по вересень, в Перу з червня по листопад. Гніздо конусоподібне, робиться з рослинних волокон і павутиння, підвішується до нижньої сторони листа. В кладці 2 яйця, інкубаційний період триває 14-15 днів, пташенята покидають гніздо через 20-23 дні після вилуплення.